# Орлово (Москва)
Орлово — бывшее село в России, вошедшее в состав Москвы в 1984 году. Находилось на территории современного района Ново-Переделкино.

## История
Известно, что с 1568 г. селом Орлово владел московский Чудов монастырь.
По описанию 1624 г. рядом с селом находилась старая деревянная Покровская церковь. В 1678 г. в селе находился монастырский двор, 3 двора конюхов, 13 крестьянских дворов и 7 бобыльских, всего было 73 жителя. В 1698 г. на место Покровской церкви перевезли в разобранном виде деревянную церковь Казанской иконы Божьей матери.
Село принадлежало монастырю до середины XVIII века, а в 1764 г. оно перешло к государству в ведение Коллегии экономии.
Первые промышленные заведения появились в Орлово в 1825 г. Московский купец И. Е. Епанешников построил здесь ковровую фабрику, которая затем перешла к купцу И. И. Пешкову.